# Platja d'Aiguadolç (Sitges)
La platja d'Aiguadolç és una platja urbana del municipi de Sitges (Garraf) situada a la urbanització d'Aiguadolç, al nord de la població. Limita al nord amb un petit penya-segat que la separa de la platja de La Caleta, i al sud amb una escullera de la punta de les Forques, que acaba definint el Port d'Aguadolç, que la separa de la platja dels Balmins. Té una longitud de 159 metres i una amplada mitjana de 43 metres, formada per sorra fina.
Disposa d'accessos adaptats per a persones amb mobilitat reduïda, dutxes i rentapeus, punt de socorrisme i primers auxilis, lavabos, zona esportiva i lloguer de gandules, para-sols, tendals, patins aquàtics i caiacs. A més, té un bar amb terrassa.
Està guardonada amb la Bandera Blava, que reconeix internacionalment la qualitat de l'aigua i serveis. L'Agència Catalana de l'Aigua efectua un control setmanal de la qualitat de l'aigua, durant la temporada de bany, amb el resultat d'excel·lent. La platja del Garraf està adherida a la destinació Costa de Barcelona, certificada per Biosphere des del 2017.
Deu el nom a la surgència d'aigua dolça, que brolla intermitentment per entre les pedres de la platja.